# Alwis Verlag
Der Alwis Verlag ist ein in Dresden ansässiger Verlag, der im Jahr 2005 gegründet wurde und dessen Schwerpunkt im Bereich Kinderbuch und Jugendbuch liegt. Gesellschafter ist Gerd Sobtzyk.

## Geschichte
Ursprünglich wurde der Alwis Verlag 2005 in Freital gegründet, sein heutiger Sitz ist jedoch Dresden. Der Name leitet sich von Alwis ab, dem allwissenden Zwerg aus der Nordischen Mythologie. Autoren sind unter anderem: Gerd Sobtzyk, Uwe Stöcker, Hubertus Rufledt, Chris Paja, Josefine Gottwald, Sandra Mahn, Alexander Stroh und Mario Sempf. Der Alwis Verlag hat sich seit seiner Entstehung nicht nur auf Kinder- und Jugendliteratur spezialisiert, er ist auch mit vielerlei Projekten in Kindertagesstätten und Schulen vertreten. Bei diesen Veranstaltungen wird Kindern spielerisch Wissen über die Entstehung von Worten, Literatur und die Buchherstellung vermittelt.

## Publikationen (Auswahl)
- Ritter Titus und der Drachen Liederlich. 2006, ISBN 978-3-938932-04-9.
- Die Geschichte von Bleistift, Radiergummi und Spitzer. 2006, ISBN 978-3-938932-03-2.
- Troll Ole und Gustav der Igel. 2007, ISBN 978-3-938932-12-4.
- Wie die alte Dampflok in den Himmel kam. 2007, ISBN 978-3-938932-13-1.
- Die Abenteuer von Scruffy, Mary & Co. 2009, ISBN 978-3-938932-20-9.
- Pony Locke und seine Freunde – Wie Pony Locke seinen Namen bekam. 2010, ISBN 978-3-938932-26-1.
- Die Abenteuer vom Troll Ole. 2010, ISBN 978-3-938932-25-4.
- Nachts blinkert Dachs zum Klettermax. 2013, ISBN 978-3-938932-33-9.
- Lisa und die Insel der 1000 Abenteuer. 2013, ISBN 978-3-93893231-5.
- Lisa und das Geheimnis der Drachenburg. 2014, ISBN 978-3-938932-37-7.
- Das Eichkätzchen und die Waldmaus.  2014, ISBN 978-3-938932-38-4.
- Zwischen Steppe und Sternenhimmel – Pferdeabenteuer aus aller Welt. 2014, ISBN 978-3-938932-39-1.
- Dresden zum Gruseln. 2015, ISBN 978-3-938932-43-8.
- Dresden zum Gruseln – Vom Totentanz zum Bösen Haus. 2016, ISBN 978-3-938932-46-9.
- Dawi – und die Legende vom Geist des Waldes. 2016, ISBN 978-3-938932-49-0.
- Das kleine Mampf. 2018, ISBN 978-3-938932-52-0.
- Dresden zum Gruseln – Von Hexen und liederlichen Weibern. 2018, ISBN 978-3-938932-54-4.
- Dresden zum Gruseln – Vom Schmatzen der Toten. 2020, ISBN 978-3-938932-57-5.